# Museum voor Folklore
Het Museum voor Folklore was een Belgisch museum in Grotenberge, deelgemeente van Zottegem. Het voormalige museum was van 1997 tot 2022 gevestigd in de voormalige pastorij uit 1871, een beschermd monument  (voorheen bevond de collectie zich (vanaf 1951) in de bovenzaal van het stadhuis van Zottegem, nadien in het Egmontkasteel en van 1977 tot 1996 in het kasteel van het Domein Breivelde). Het museum telde negen kamers waar aan de hand van tal van oude voorwerpen, voornamelijk dankzij schenkingen, het leven uit de 19e en 20e eeuw wordt getoond. In 2022 werd het museum gesloten.

## Benedenverdieping
De benedenverdieping telde vier kamers: drie aan de linkerkant van de hal en één rechts.

### Eetkamer
In de kamer aan de rechterkant van de hal was een laatnegentiende-eeuwse eetruimte van de burgerij ingericht, met allerlei authentieke spullen, gaande van strijkijzers tot plaatjes met spreuken die aan de muur hangen.

### Café
In de eerste kamer aan de linkerkant bevond zich een vroeg 20ste-eeuws café. Een kleine Leuvense stoof, een toog met een originele porseleinen tapkraan en een collectie glazen en flessen kleedden het geheel aan. Ook was er een voorloper van het Rad van Fortuin en stond er een zestal ‘spuwbakken’. Deze laatste stammen uit de tijd dat mannen pruimtabak kauwden en hun speeksel in deze met zand gevulde bakjes mikten. Twee grote kermisaffiches uit 1924 en 1935 toonden dat het oplaten van een luchtballon in die tijd een attractie was.

### Religiekamer
Deze kamer was ingericht met een verscheidenheid aan religieuze items: processievaandels, de kerkstoelen van twee belangrijke Zottegemse heren, een zandstenen doopvont, een studiebeiaard en een verzameling kerkboeken. Opvallend was het aangeklede beeld van Onze-Lieve-Vrouw Hemelvaart uit de decanale kerk. De recentste aanwinst van de collectie betrof enkele doopkleedjes uit het begin van de 20ste eeuw.

### Handschoenkamer
In een kamer op de benedenverdieping werd het verhaal van de handschoennijverheid verteld. Een collectie, geschonken door de familie Schollaert uit Sint-Maria-Oudenhove, toonde hoe tussen 1860 en 1950 deze in Zuid-Oost-Vlaanderen belangrijke huisnijverheid evolueerde. Verschillende soorten naaimachines, werktuigen en handschoenen waren te bezichtigen.

## Bovenverdieping
De traphal naar de eerste verdieping was aangekleed met veelkleurige houten ornamenten die ooit deel uitmaakten van het orgel van een negentiende-eeuwse paardjesmolen. Door een smeedijzeren hek, origineel onderdeel van de pastorij, kwam men op de bovenverdieping, waar vijf kamers waren ingericht.

### Voorwerpen
De eerste ruimte herbergde een uiteenlopende collectie van voorwerpen. Zo vond men er onder andere een vitrine met fijne chantillykant, een oude fiets uit 1908 met cardanaandrijving en carbidlamp die werd vervaardigd in de Fabrique Nationale de Herstal, twee lotelingentrommels, de eerste radio van Breivelde die dateert uit 1930, oude groepsfoto's van Zottegemse verenigingen en een collectie hoofddeksels. Ook de eerste computer van Zottegem, type RadioShack TRS-80, was hier terug te vinden.

### Ambachtenzaal
In de ambachtenzaal stond een grote maquette van de "Molen te Rullegem" (Herzele), met bewegende onderdelen. Verder waren in deze zaal werktuigen en andere (gebruiks)voorwerpen van de kuiper, de klompenmaker en de schoenmaker tentoongesteld. De collectie bevatte onder andere klompen, materiaal om schoenen en klompen te vervaardigen en een identiteitskaart van een kloefkapper (klompenmaker).

### Egmontkamer
In de 'Egmontkamer' van het museum werd tot 2018 het verhaal verteld van Lamoraal van Egmont, de graaf die in 1568 op de Grote Markt in Brussel werd onthoofd. Zottegem profileert zich als 'Egmontstad'. De meeste Egmontvoorwerpen bevinden zich daarom sinds 2018 niet meer hier maar worden tentoongesteld in de Egmontkamer van het stadhuis van Zottegem op de Markt.
Naast het verhaal van de graaf van Egmont was er ook informatie over de Zottegemse schuttersgilden aanwezig. Een van deze gilden, de Sint-Sebastiaansgilde, werd in 1507 door Jan III van Egmont (de grootvader van de graaf) gesticht.

### Gebruiksvoorwerpen
In de laatste kamer aan de rechterkant bevond zich een verzameling van gebruiksvoorwerpen. Dit ging van een verzameling strijkijzers en koffiemolens tot een ‘Vliegende Hollander’ uit 1926. Ook een GAM-fornuis van gieterij en stovenmakerij Van Herzeele uit 'Sottegem' was hier terug te vinden. Verder waren er tientallen koperen, tinnen en aardewerken potten en pannen, bakvormen en dergelijke.

### Hoedenzolder
Sinds 2003 herbergde het museum een ‘hoedenzolder’ waar een uitgebreide collectie hoofddeksels werd tentoongesteld. Dit ging van rouwhoeden tot processiehoeden, vilten hoeden en strohoeden. Uitgelegd werd hoe een (vilten) hoed wordt gemaakt. Naast de collectie van de Zottegemse Gilde der BeHOEDers, was het pronkstuk van de collectie een origineel hoedje van Koningin Elisabeth van België.

## Foto's

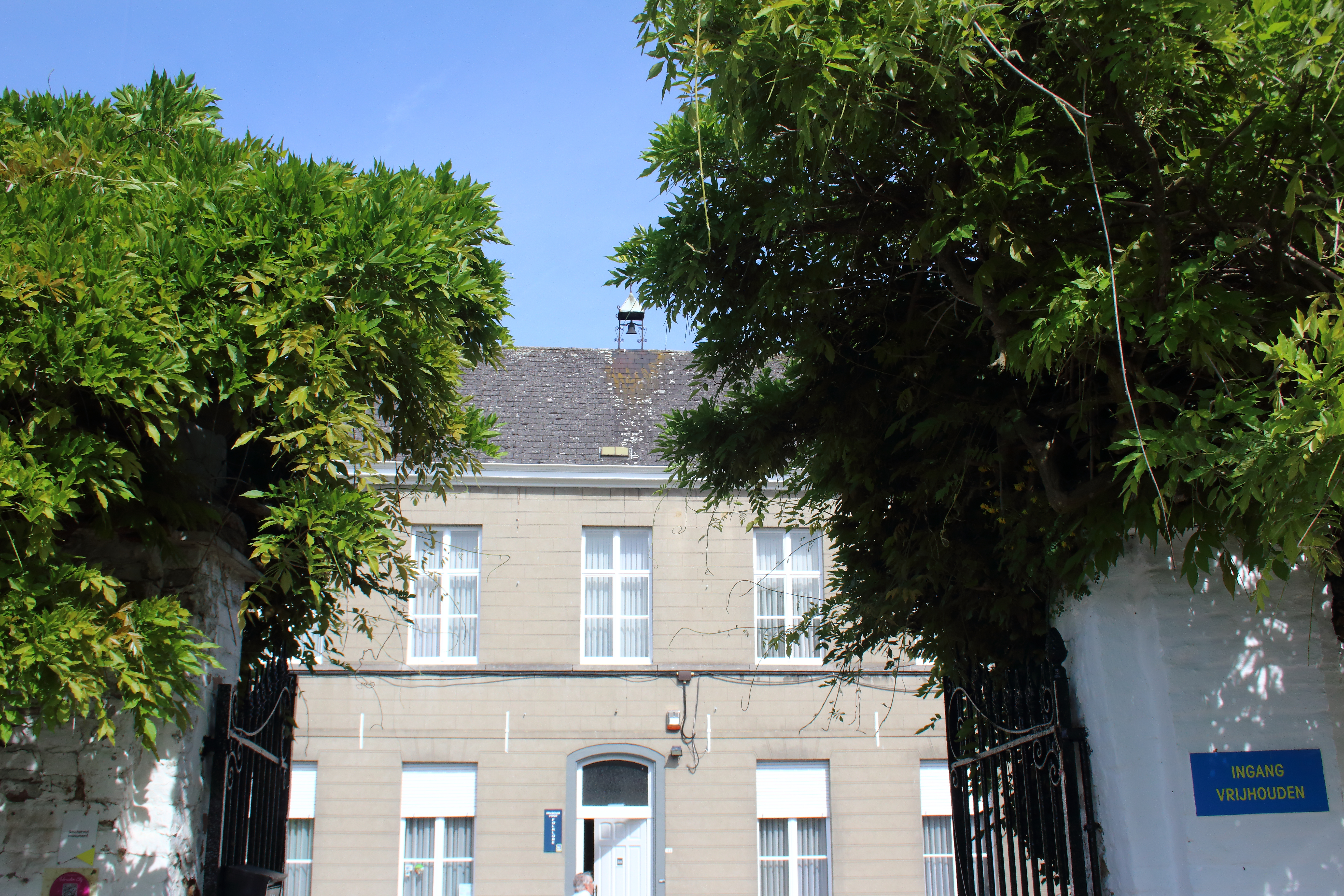
Folkloremuseum voorgevel
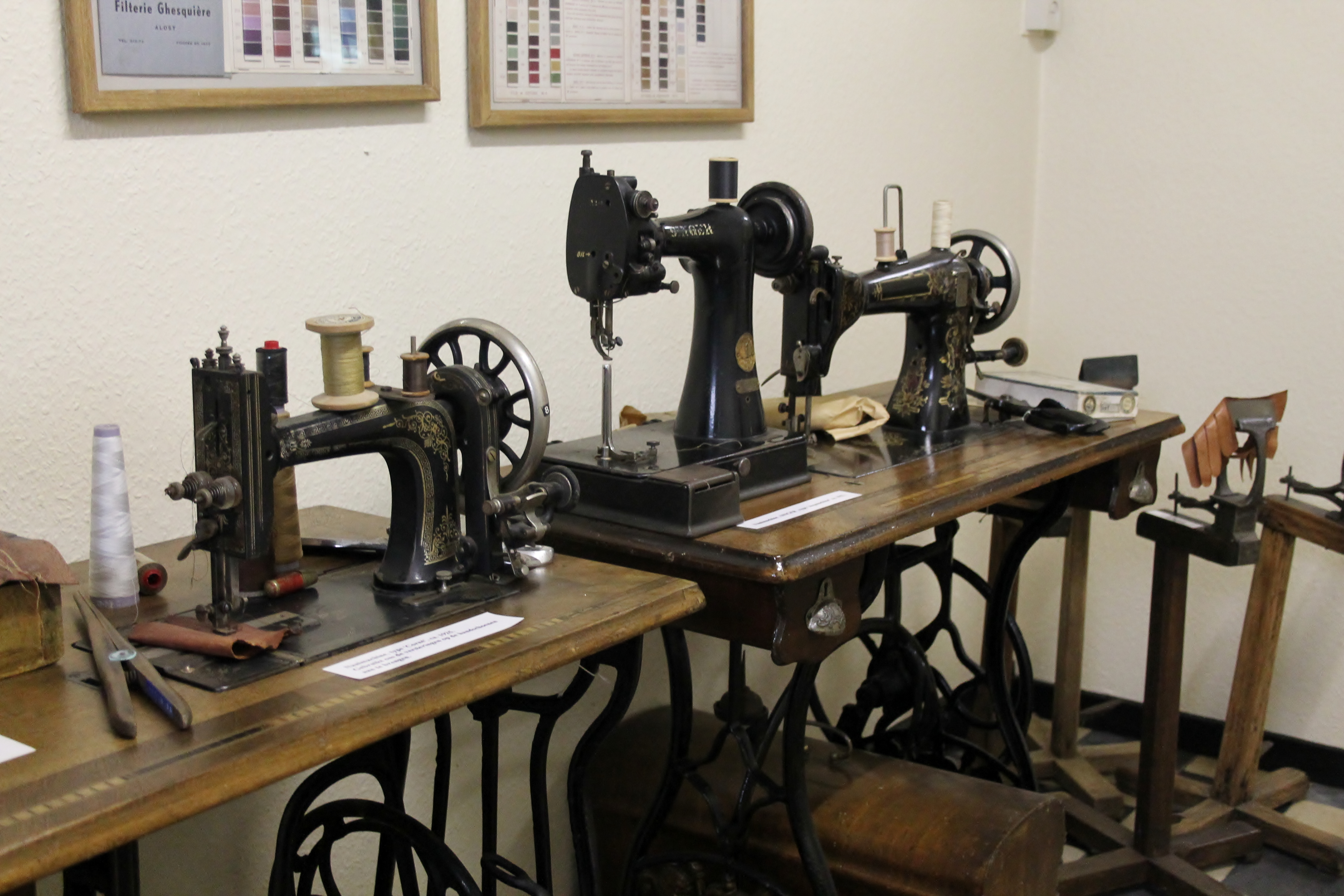
Naaimachines uit de naaikamer
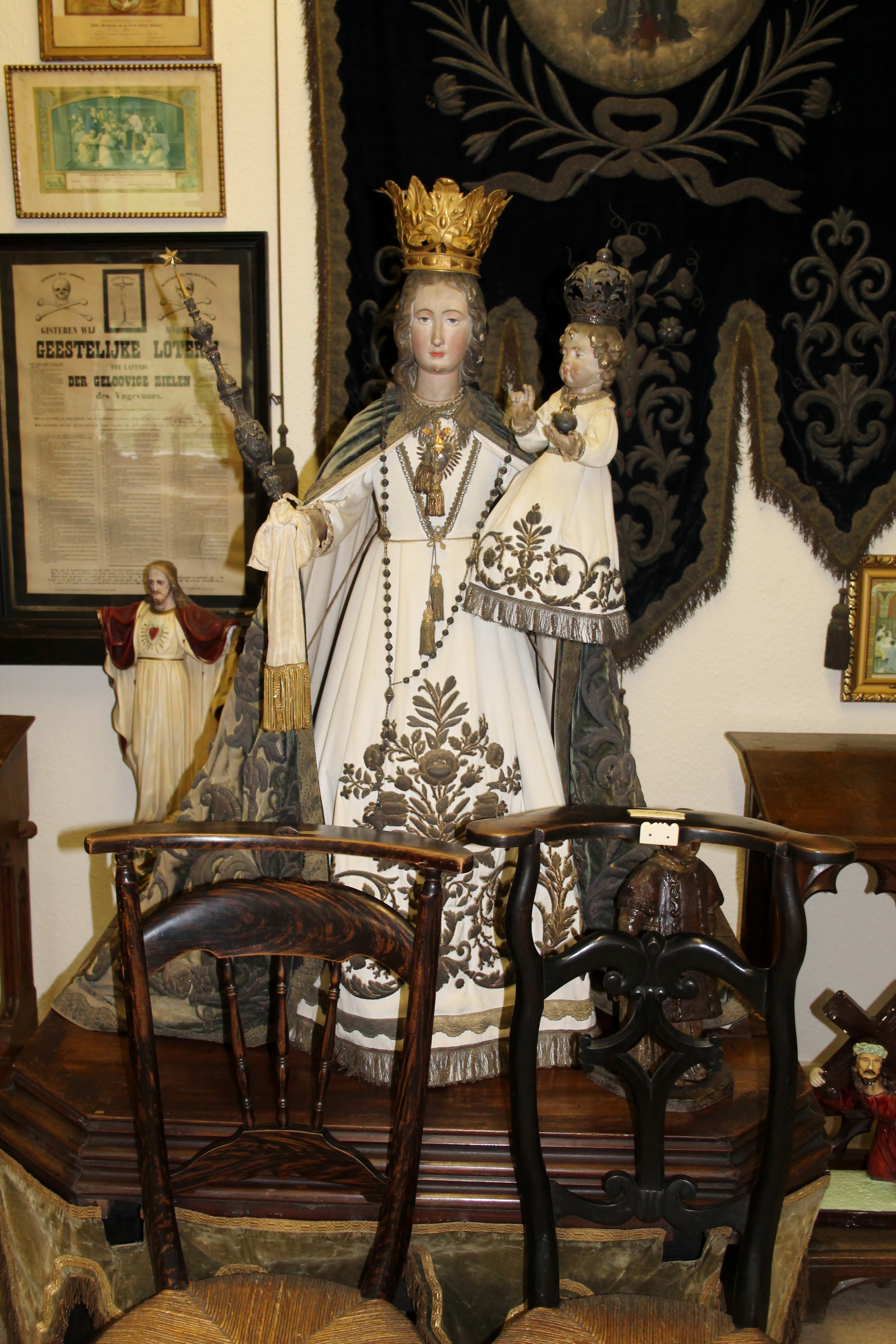
Aangeklede beeld Onze-Lieve-Vrouw-Hemelvaart
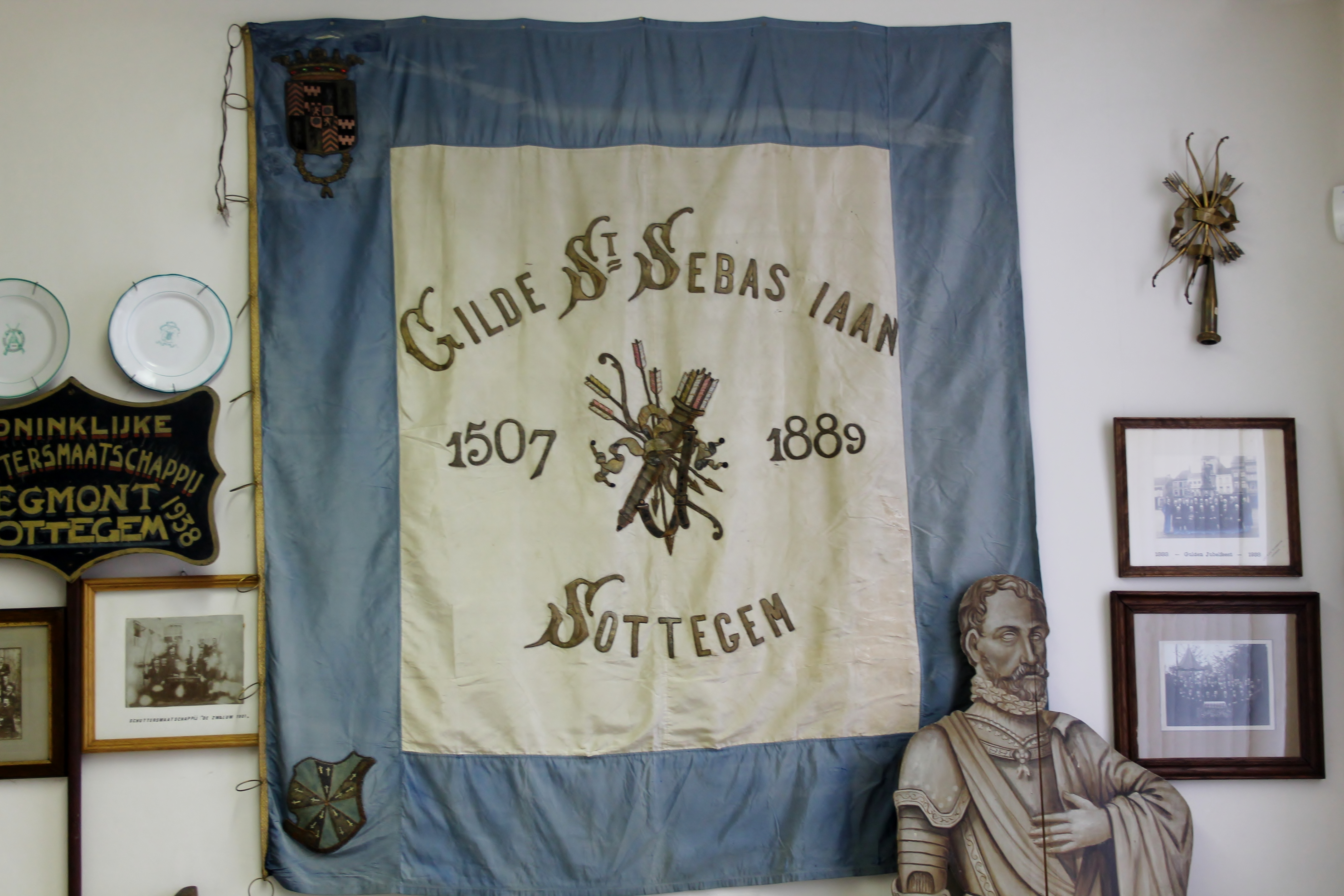
Vaandel Sint-Sebastiaansgilde
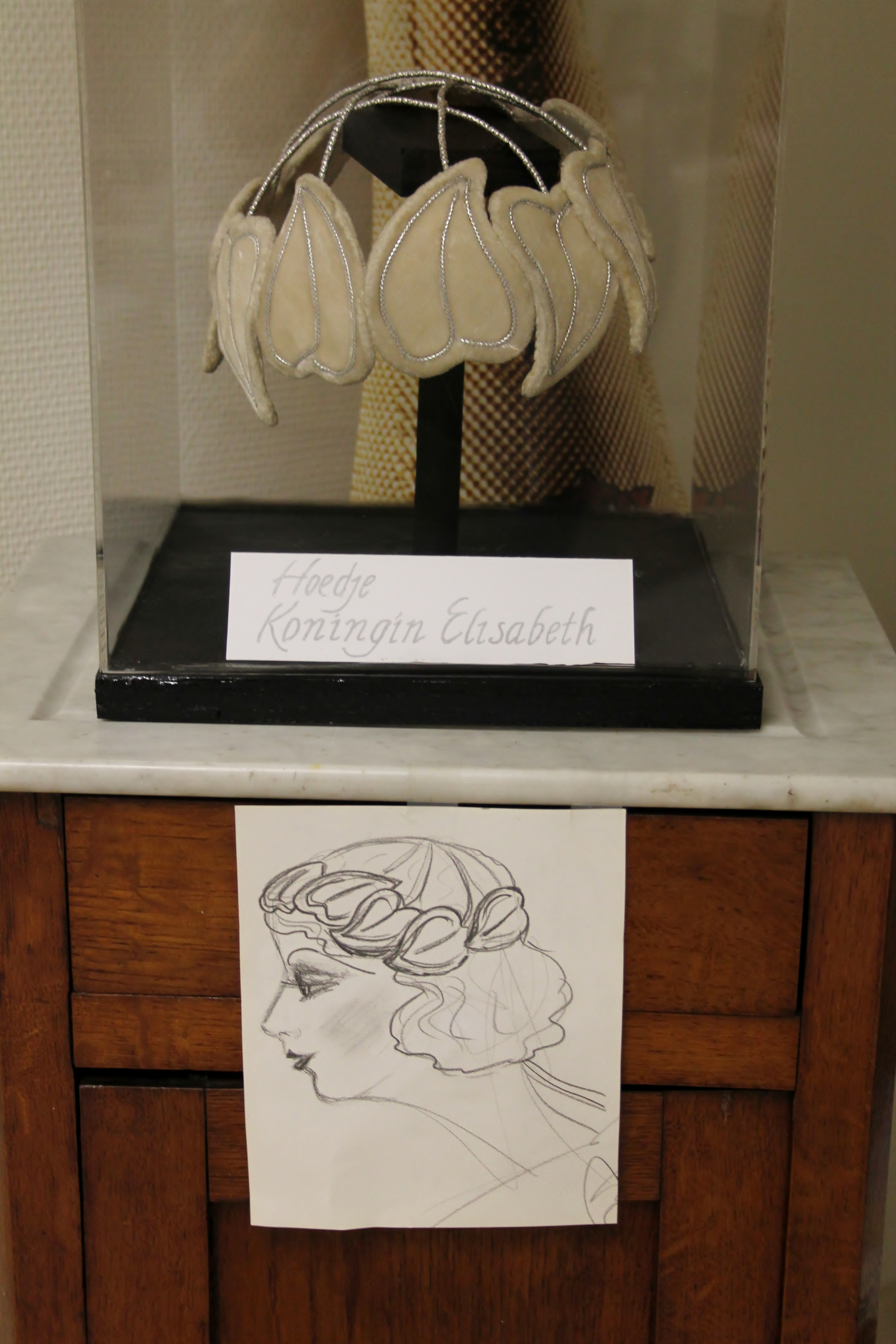
Hoedje Koningin Elisabeth van België
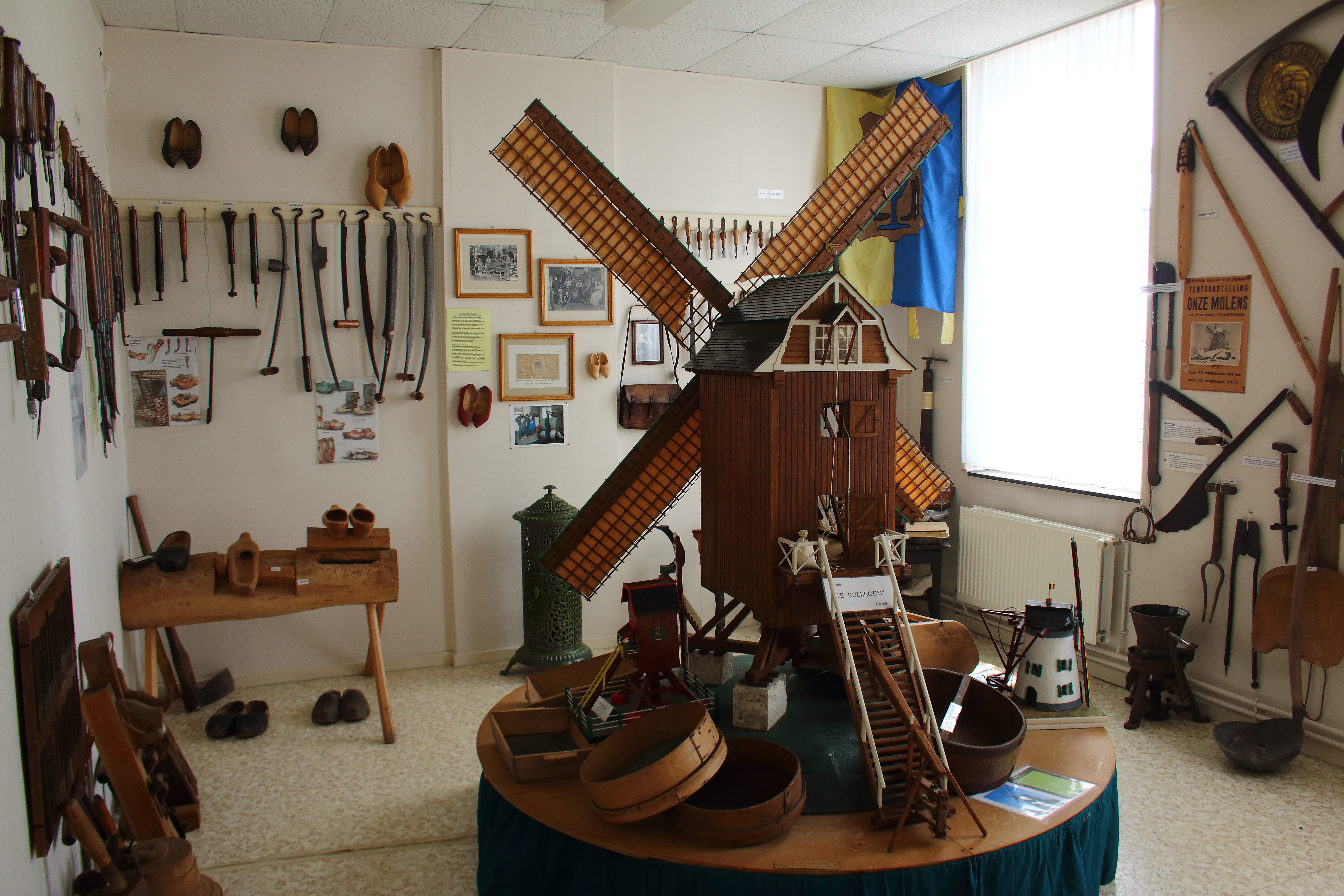
Maquette Molen te Rullegem
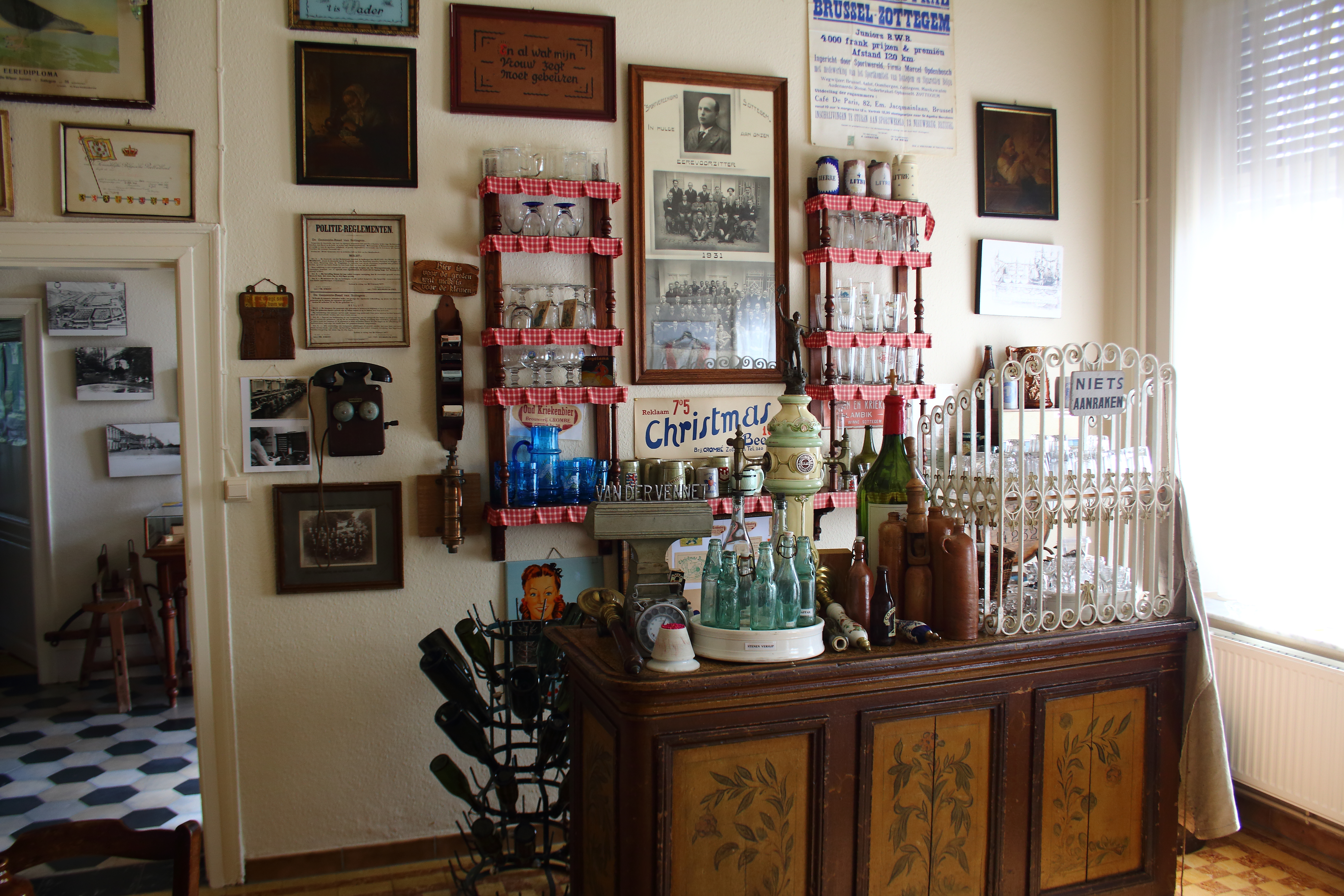
Oud café
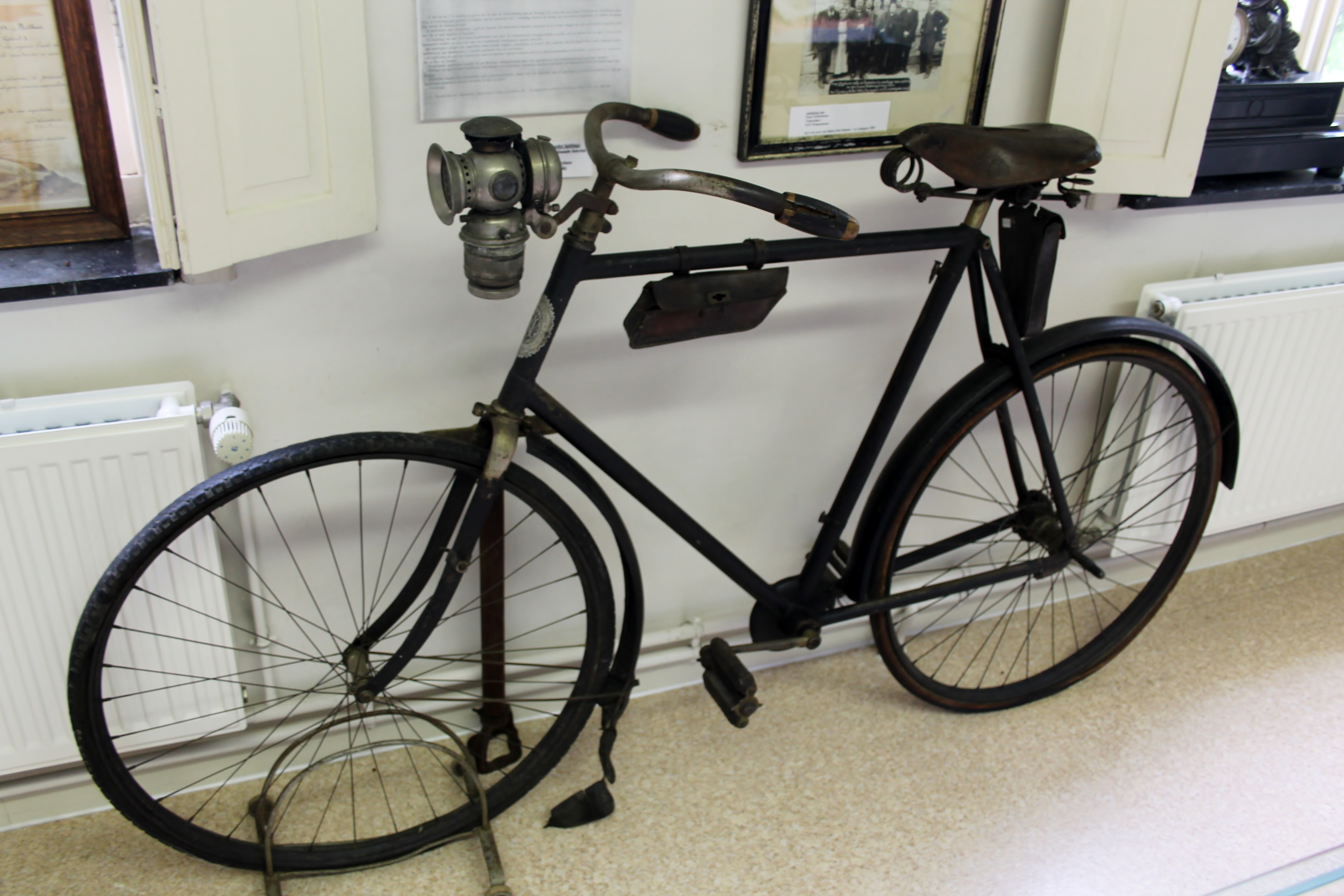
Fiets met cardan-aandrijving